# 太陽のめぐみ
『太陽のめぐみ』（たいようのめぐみ）は、スターダストレビュー20枚目のオリジナル・アルバム。2009年9月16日発売。DVD付初回限定盤、通常盤の2形態で発売。

## 収録曲
特記以外作詞・作曲：根本要、編曲：根本要/添田啓二

### CD
1. 僕らの本能
2. 太陽の女神
  - テレビ朝日系「にっぽん菜発見 そうだ、自然に帰ろう」10月-12月エンディングテーマ
3. Priority
  - 作詞：根本 要/寺田正美
  - TBSテレビ系「がっちりマンデー!!」 10月-12月エンディングテーマ）
4. 潮騒静夜
  - 作詞：中村中
5. Love × Affection
  - 作詞：根本 要/林"VOH"紀勝
6. 恋の呪文は Ring My Bell
7. 空の向こうに
8. ALIVE
  - 作詞・作曲・メインボーカル：柿沼清史　編曲：添田啓二
9. シーズン
  - 作詞：柿沼清史　作曲：柿沼清史/根本 要　編曲：添田啓二
10. 春キャベツ
  - 編曲：添田啓二
11. ニッポンの汗

### DVD（初回限定盤のみ：薬師寺ライヴ映像）
1. AVERAGE YELLOW BAND
2. ふたり
3. BABY, とりあえずもっと
4. 木蘭の涙
5. ニッポンの汗